# Maria Terezia a Austriei
Maria Terezia a Austriei (născută Maria Theresia Walpurga Amalia Christina von Österreich; n. 13 mai 1717, Innere Stadt, Viena, Austria – d. 29 noiembrie 1780, Viena, Sfântul Imperiu Roman), din Casa de Habsburg, a fost conducătoarea Țărilor Ereditare Austriece între anii 1740-1780, fiica lui Carol al VI-lea împărat romano-german (1685–1740), soția împăratului Francisc Ștefan și mama împăraților Iosif al II-lea și Leopold al II-lea.
A purtat titlurile de Arhiducesă a Austriei, regină a Boemiei, regină a Ungariei, Mare Principesă a Transilvaniei etc. Deși nu a fost niciodată încoronată cu coroana Sfântului Imperiu Roman, este cunoscută ca împărăteasă ca urmare a faptului că a fost căsătorită (din 1736) cu Francisc Ștefan de Lorena (germ. Franz Stephan von Lothringen), care a fost ales în demnitatea de împărat romano-german în 1745, purtând numele de Franz I Stephan. De atunci Maria Terezia a purtat titlul de împărăteasă a Sfântului Imperiu Roman.

## Primii ani

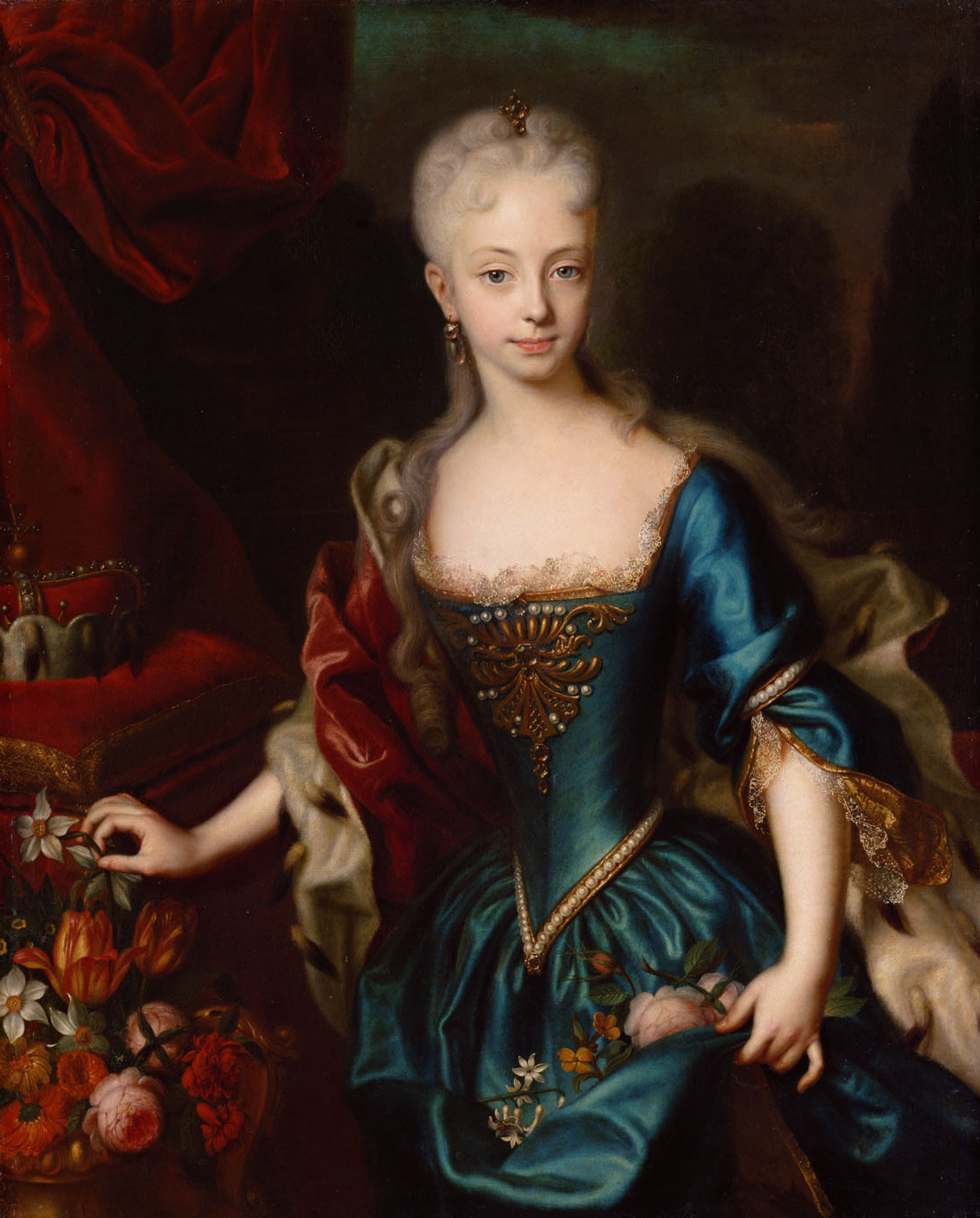
Arhiducesa Maria Theresa în 1727, pictură de Andreas Möller. Florile pe care le poartă în faldurile rochiei reprezintă fertilitatea și speranța de a avea copii.

Fiica lui Carol al VI-lea, Împărat al Sfântului Imperiu Roman, Maria Terezia s-a născut în dimineața zilei de 13 mai 1717 la Palatul Hofburg din Viena, la scurt timp după decesul fratelui ei mai mare, arhiducele Leopold, și a fost botezată în aceeași zi. Nașele ei au fost: mătușa Prințesa Wilhelmina Amalia de Brunswick-Lüneburg și bunica Eleonore-Magdalena de Neuburg.
Tatăl ei, care domnea peste zone vaste în Europa Centrală, avea nevoie de un moștenitor pe linie masculină. În dominioanele habsburgice, legea salică împiedica femeile să aibă drept la succesiune. Astfel, nașterea Mariei Tereza a fost o mare dezamăgire pentru tatăl ei și pentru populația din Viena.
Maria Terezia a înlocuit-o pe verișoara ei, Maria Josepha, ca moștenitoare prezumptivă la teritoriile habsburgice; Carol al VI-lea a emis Pragmatica Sancțiune din 1713 prin care fiicele lui au trecut în fața nepoatelor sale în linia de succesiune la tron. Carol a solicitat aprobarea celorlalte puteri europene pentru dezmoștenirea nepoatelor sale. Marile puteri au impus termeni duri: în Tratatul de la Viena (1731), Marea Britanie a cerut ca Austria să elimine Compania Ostend în schimbul recunoașterii Pragmaticei Sancțiuni. Marea Britanie, Franța, Saxonia-Polonia, Provinciile Unite, Spania, Veneția, Statele Papale, Prusia, Rusia, Danemarca, Savoia-Sardinia, Bavaria și Dieta Sfântului Imperiu Roman au recunoscut sancțiunea. Mai târziu, Franța, Spania, Saxonia-Polonia, Bavaria și Prusia au revenit asupra deciziei.
La puțin după un an de la nașterea Mariei Tereza, s-a născut sora ei, Maria Anna, apoi o altă soră, Maria Amalia, s-a născut în 1724.
Maria Terezia a fost un copil serios și rezervat și îi plăcea să cânte și să tragă cu arcul. Tatăl ei i-a interzis să călărească însă mai târziu ea a învățat elementele de bază de dragul ceremoniei de încoronare din Ungaria. Maria Tereza a dezvoltat o relație strânsă cu contesa Maria Karolina von Fuchs-Mollard, care a învățat-o eticheta. Prințesa a studiat desenul, pictura, muzica, dansul - discipline care au pregătit-o pentru rolul de regină. Tatăl ei i-a permis să participe la întâlnirile de consiliu de la vârsta de 14 ani însă niciodată nu a avut discuții de stat cu ea. Chiar dacă și-a petrecut ultimele decenii din viață asigurând moștenirea Mariei Tereza, Carol a așteptat întotdeauna un fiu și niciodată nu și-a pregătit fiica pentru viitorul ei rol ca suveran.

## Căsătoria

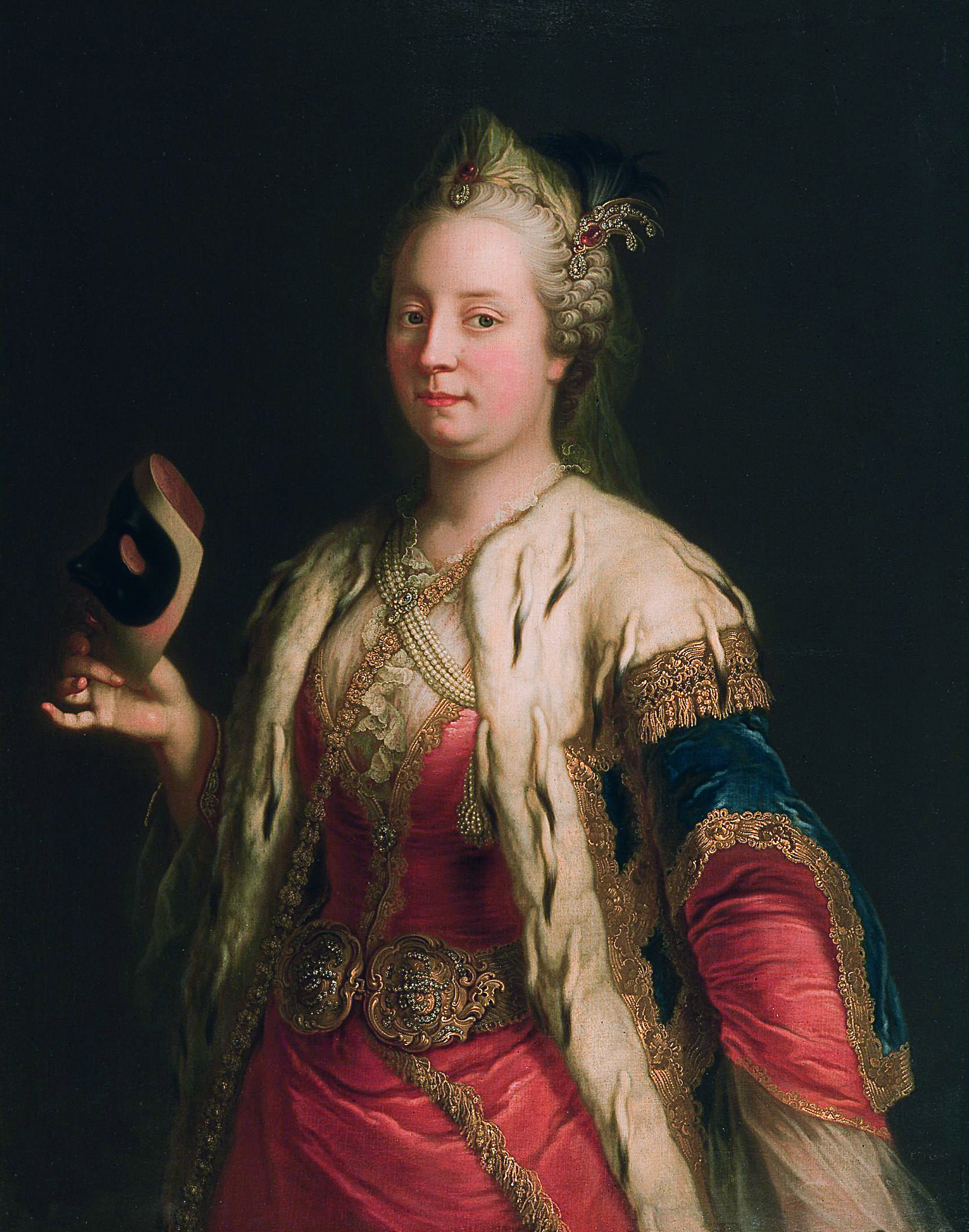
Maria Theresia

Problema căsătoriei Mariei Terezia a fost ridicată încă de la începutul copilăriei ei. Prima dată a fost logodită cu Leopold Clement de Lorena, care trebuia să viziteze Viena și s-o întâlnească pe arhiducesă în 1723 însă Leopold a murit de variolă.
Fratele mai mic al lui Leopold Clement, Francisc Stephan, a fost invitat la Viena. Deși Francisc Stephan a fost candidatul favorit la mâna Mariei Terezia, împăratul a luat în calcul și alte posibilități. Diferențele religioase l-au împiedicat să aranjeze căsătoria dintre fiica sa și prințul luteran Frederic al Prusiei. În 1725 împăratul a logodit-o cu Carol al Spaniei iar pe cea de-a doua fiică, Maria Anna, cu Filip al Spaniei. Celelalte puteri europene l-au silit să renunțe la pactul pe care-l făcuse cu regina mamă a Spaniei, Elisabeta Farnese, deoarece căsătoria dintre moștenitorii tronurilor Spaniei și Austriei ar fi dezechilibrat balanța puterilor din Europa.
Francisc Ștefan a rămas la curtea imperială până în 1729, când a urcat pe tronul Lorenei, însă nu i s-a promis formal mâna Mariei Terezia până la 31 ianuarie 1736, în timpul războiului polonez de succesiune.

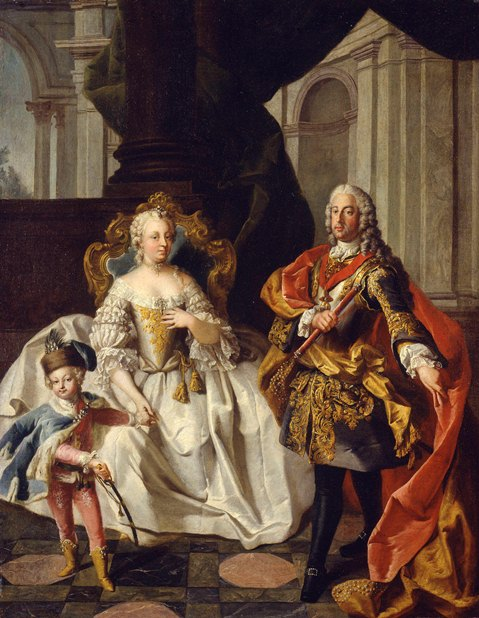
Maria Tereza și soțul ei, Francisc Ștefan

Ludovic al XV-lea al Franței a cerut ca logodnicul Mariei Tereza să cedeze drepturile asupra ducatului de Lorena socrului său, Stanisław Leszczyński, care fusese detronat ca rege al Poloniei. Francisc Stephan urma să primească Marele Ducat al Toscanei după decesul lui Gian Gastone de' Medici, Mare Duce de Toscana, care nu avea copii. Cuplul s-a căsătorit la 12 februarie 1736.
Iubirea Ducesei de Lorena pentru soțul ei a fost puternică și posesivă. Scrisorile pe care ea i le-a trimis cu puțin timp înainte de căsătorie, exprimă dorința de a-l vedea; pe de altă parte, scrisorile lui sunt formale și stereotipe. Maria Tereza a fost foarte geloasă și infidelitățile lui au reprezentat o mare problemă a mariajului lor, Maria Wilhelmina, Prințesă de Auersperg, fiind cea mai cunoscută metresă a lui.
După decesul lui Gian Gastone la 9 iulie 1737, Francis Stephen a cedat Lorena și a devenit Mare Duce de Toscana. În 1738, Carol al VI-lea a trimis tânărul cuplu să-și facă intrarea oficială în Toscana. Pentru a celebra venirea lor, la Poarta Galla  s-a ridicat un arc de triumf care există și astăzi. Șederea lor la Florența a fost scurtă. Curând Carol al VI-lea i-a chemat, temându-se că va muri în timp ce moștenitoarea lui era la kilometri depărtare, în Toscana.
În vara anului 1738, Austria a suferit înfrângeri în timpul războiului ruso-turc, care era în desfășurare. Turcii au recâștigat de la Austria teritoriile din Țara Românească, Serbia și Bosnia. Vienezii erau revoltați de costurile războiului, care s-a încheiat în anul următor prin Tratatul de la Belgrad.

## Ascensiunea

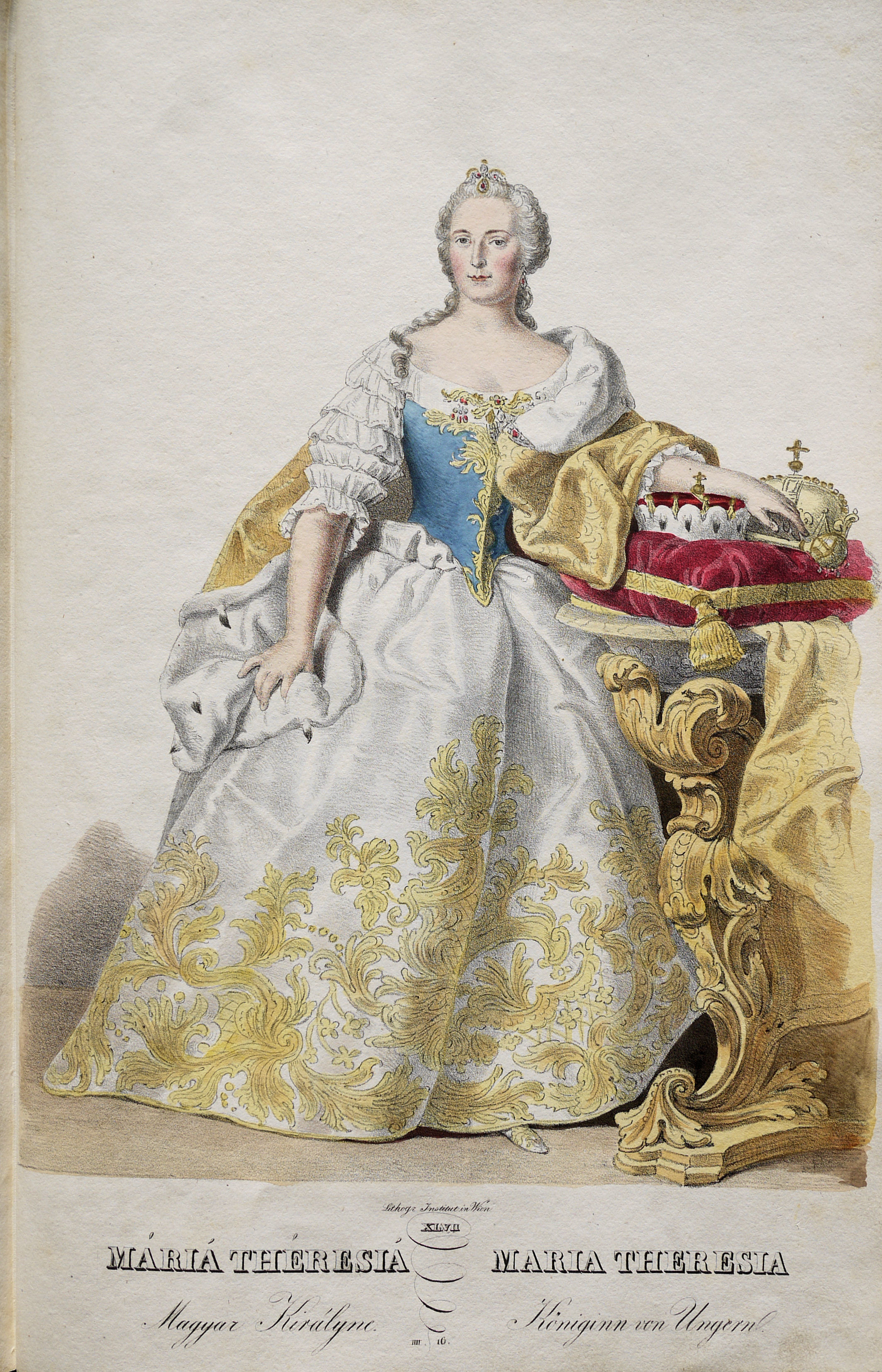
Maria Tereza, litografie de von Josef Kriehuber

Carol al VI-lea a murit la 20 octombrie 1740, posibil dintr-o intoxicație cu ciuperci. El a ignorat sfatul Prințului Eugen de Savoia care l-a îndemnat să se concentreze pe umplerea trezoreriei și dotarea armatei mai degrabă decât pe dobândirea semnăturilor de la alți monarhi. Când Maria Tereza a preluat tronul, la vârsta de 23 de ani, a găsit imperiul într-o stare deplorabilă. Ministrul de finanțe a informat-o că datoria statului crescuse enorm, ca rezultat al războiului cu Turcia. Atitudinea provinciilor era o altă cauză de îngrijorare. Deși toate acceptaseră Sancțiunea Pragmatică, acum, chiar și cele mai loiale, priveau spre noul monarh cu suspiciune. Se considera că această tânără femeie, lipsită de experiență, va duce o politică influențată de soțul ei, care nu numai că era străin, dar avea și simpatii pentru Franța.
Eșecul lui Carol al VI-lea în rezolvarea slăbiciunilor Imperiului o pusese pe Maria Tereza în fața unor probleme de durată incluzând puterea și bogăția bisericii romano-catolice, independența nobilimii maghiare, înapoierea economică și existența unor divizări sociale, rasiale și confesionale profunde.
Pentru că o femeie nu ar fi putut fi aleasă ca împărăteasă a Sfântului Imperiu Roman, Maria Tereza a vrut să asigure funcția pentru soțul ei. Totuși, Francisc nu deținea suficiente teritorii sau poziții în interiorul Imperiului. Pentru a-l face eligibil pentru tronul imperial, Maria Tereza l-a numit pe Francisc co-domnitor al Austriei și Boemiei la 21 noiembrie 1740. Totuși, i-a luat mai mult de un an Dietei din Ungaria să-l accepte pe Francisc drept co-domnitor. În ciuda iubirii pentru soțul ei și a poziției acestuia de co-domnitor, Maria Tereza nu i-a permis acestuia să decidă cu privire la probleme de stat și de multe ori îl dădea afară de la ședințele consiliului atunci când nu erau de acord.
Ministrul prusac îi face următorul portret: "Maria Tereza are un mers dezinvolt și o ținută maiestoasă, silueta ei este impozantă, fața rotundă și plină, părul blond cu o nuanță roșcată, ochii foarte mari, plini de viață și blândețe, de un albastru-închis, impresionează. Nasul proporționat ca formă nu este nici coroiat, nici turtit. Dantura albă se dezgolește nespus de fermecător atunci când râde. Deși mare, gura ei este mai degrabă frumoasă. Are ceafa și pieptul bine făcute, iar mâinile ei sunt delicioase."
Până în anul 1740 adusese pe lume trei fiice. În iulie, fiica ei cea mare, Maria Elisabeta, a murit la vârsta de trei ani. În octombrie 1740, când a urcat pe tron are două fiice și este însărcinată.

## Politica externă

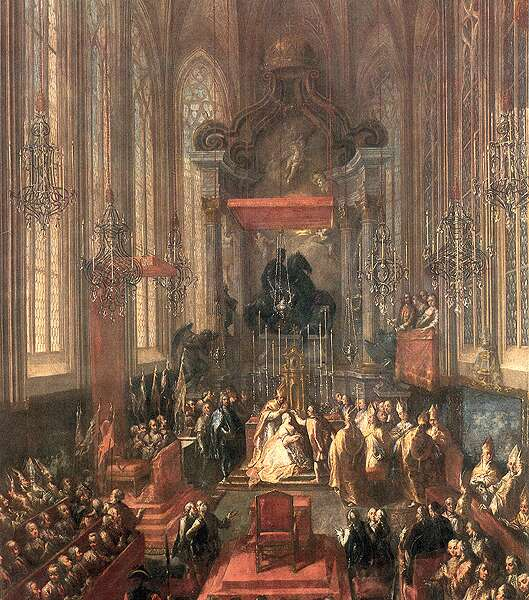
Încoronarea Mariei Tereza ca împărăteasă a Ungariei

Imediat după ascensiunea ei, un număr de suverani europeni care o recunoscuseră pe Maria Tereza ca moștenitoare, și-au încălcat promisiunea. Electorul Carol Albert de Bavaria care era căsătorit cu verișoara Mariei Tereza și susținut de împărăteasa Wilhelmine Amalia, voia partea lui de moștenire. În noiembrie 1740, Maria Tereza și-a asigurat recunoașterea regelui Carol Emanuel al III-lea al Sardiniei, care nu a acceptat Sancțiunea Pragmatică în timpul vieții tatălui ei.
În decembrie, regele Frederic al II-lea al Prusiei a invadat Ducatul Silezia și a solicitat ca Maria Tereza să i-l cedeze, amenințând că se va alătura dușmanilor ei în caz de refuz. Maria Tereza a decis să lupte pentru provincia bogată în minerale. Frederic i-a oferit chiar un compromis: el va apăra drepturile Mariei Tereza dacă ea este de acord să-i cedeze cel puțin o parte din Silezia. Francisc Ștefan a fost înclinat să ia în considerare aranjamentul însă regina și consilierii ei nu, temându-se că o violare a Sancțiunii Pragmatice ar fi invalidat documentul în întregime. Fermitatea Mariei Tereza l-a asigurat pe Francisc Ștefan că ar trebui să lupte pentru Silezia iar ea era convinsă că va menține în Imperiu "bijuteria coroanei Casei de Austria". Ea dă dovadă de o fermitate admirabilă "Mai bine să vină turcii la porțile Vienei, mai bine să facem concesiuni Bavariei și Saxoniei decât să renunțăm la Silezia". Invadarea Sileziei de către Frederic a fost începutul unei dușmănii pe tot parcursul vieții lor.
Cum Austria este săracă în comandanți militari experimentați, Maria Tereza îl eliberează pe mareșalul Neipperg, care fusese întemnițat de tatăl ei pentru slabele rezultate în războiul cu Turcia. Neipperg preia comanda trupelor austriece în martie. Austriecii au suferit o înfrângere zdrobitoare în bătălia de la Mollwitz în aprilie 1741. Franța a întocmit un plan de împărțire a Austriei între Prusia, Bavaria, Saxonia și Spania. Mareșalul francez Belle-Isle i s-a alăturat lui Frederic la Olmütz. Viena este în panică, nici unul dintre consilieri Mariei Tereza neașteptându-se să fie trădați de Franța. Francisc Ștefan îi cere soției sale să ajungă la o înțelegere cu Prusia, așa cum procedase Marea Britanie. Maria Tereza a fost de acord cu negocierile fără tragere de inimă.

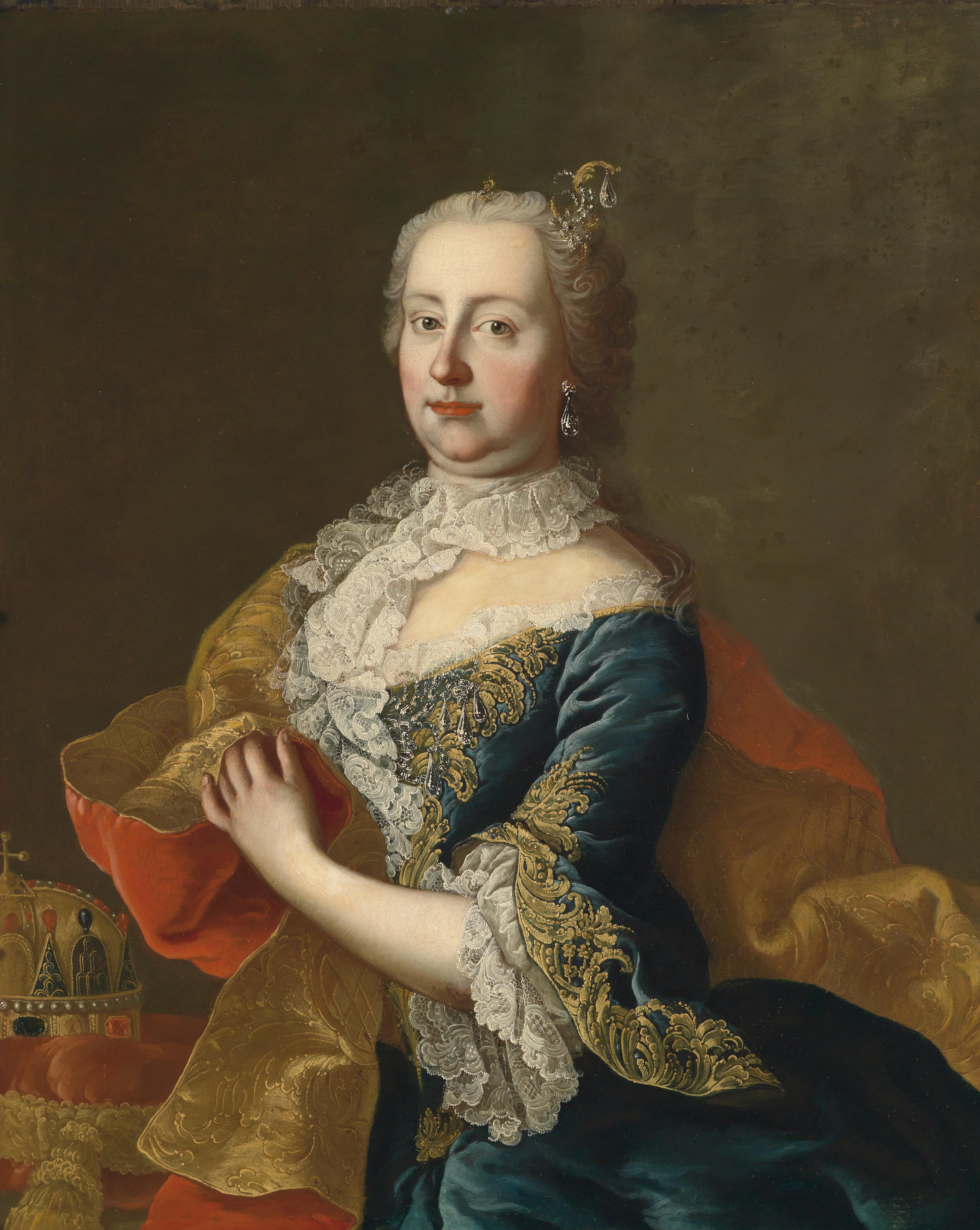
Împărăteasa Maria Tereza

Contrar tuturor așteptărilor, o cantitate semnificativă de sprijin pentru tânăra regină a venit din Ungaria. Încoronarea ei ca regină a Ungariei are loc la Catedrala Sf Martin din Pressburg (astăzi Bratislava), la 25 iunie 1741. Își face intrarea îmbrăcată în costum popular ungar, pe un cal alb. Pentru a potoli setea celor care considerau sexul ca fiind obstacolul ei cel mai serios, Maria Tereza și-a asumat titlurile masculine. Astfel, în nomenclatură, Maria Tereza a fost arhiducele și rege. Între timp, în martie 1741, a născut un băiat voinic botezat Iosif.
Până în iulie, încercările de conciliere s-au prăbușit complet. Aliatul Mariei Tereza, Electorul de Saxonia, a devenit acum inamicul ei și George al II-lea a declarat Principatul Braunschweig-Lüneburg neutru. Pentru a obține ajutorul ungurilor, ea acordă favoruri boierimii maghiare fără a concede la toate cererile lor. Dieta ungară  votează recrutarea unei armate de 40000 de oameni. În noiembrie, trupele franco-bavareze cuceresc Praga iar Carol Albert este recunoscut rege al Boemiei de dieta cehă. La 24 ianuarie 1742 Carol Albert este ales în unanimitate împărat al Sfântului Imperiu Roman.
Tratatul de la Breslau din iunie 1742 pune capăt ostilităților dintre Austria și Prusia. Aproape întregul teritoriu al Sileziei, cu bogățiile și populația ei de un milion de locuitori revin Prusiei. Decepționată, Arhiducesa face o prioritate din a recupera Boemia. Trupele franceze părăsesc Boemia în iarna aceluiași an. La 12 mai 1743, Maria Tereza s-a autoîncoronat regină a Boemiei în Catedrala Sf. Vitus, într-o atmosferă de sărbătoare. În 1744, succesele militare ale Austriei îl exasperează pe Frederic al II-le al Prusiei. 
La începutul lunii ianuarie 1744, împăratul Carol Albert moare la reședința de vară a ducilor de Bavaria. Singurul fiu al acestuia, Maximilian, se grăbește să trateze cu Maria Tereza. În schimbul Bavariei, el se angajează să voteze pentru alegerea soțului ei ca împărat al Sfântului Imperiu Roman.
Francisc Ștefan este ales împărat al Sfântului Imperiu Roman la 13 septembrie 1745. Prusia îl recunoaște ca împărat și Maria Tereza recunoaște încă o dată pierderea Sileziei prin Tratatul de la Breslau în decembrie 1745. La 28 octombrie 1748, la Aix-la-Chapelle, este semnat tratatul prin care Maria Tereza este recunoscută definitiv drept stăpână a statelor Habsburgilor, din care au fost rupte Silezia (oferită Prusiei), o mică parte din Milano (oferită regelui Sardiniei), și ducatele de Parma și Piacenza (oferite Spaniei).
 
Domeniul Croanei numără 22 de milioane de oameni distribuiți în statele ereditare (ducatele Austria, Stiria, Carintia, Carniola și Tirol), regatele Ungaria și Boemia, posesiunile italiene (Lombardia, Istria) și flamande (Luxemburg, Brabant, Flandra). 

## Războiul de Șapte Ani

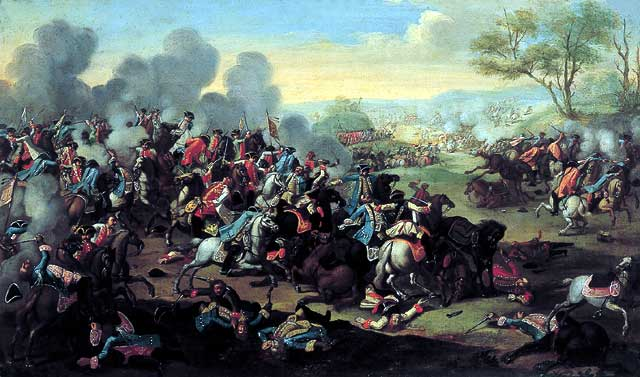
Bătălia de la Kolin, 1757

Invazia Saxoniei de către Frederic al Prusiei în august 1756 începe Războiul de Șapte Ani. Împărăteasa Maria Tereza și cancelarul ei, contele Kaunitz și-au dorit să iasă din război recâștigând Silezia. Austria a făcut alianță cu Franța și Rusia, Marea Britanie cu Prusia și Portugalia. Războiul începe cu o înfrângere a austriecilor la Lobositz. În urma eșecului, comandantul trupelor austriece devine Prințul Karl Alexander de Lorena, cumnatul împărătesei.
Frederic a fost surprins de Lobositz; în cele din urmă el s-a regrupat pentru un alt atac, în iunie 1757. Bătălia de la Kolin care a urmat a fost o victorie decisivă pentru Austria. Frederic a pierdut o treime din trupele sale și înainte ca lupta să se termine, el a părăsit scena. Prusia este privată de fondurile venite din Anglia, care este obligată să susțină un război maritim cu Franța pentru America de Nord. La 12 august 1759 austriecii și rușii îi bat pe prusaci la Kunersdorf.
În 1762 țarina Elisabeta a Rusiei moare iar succesorul ei, Petru al III-lea, mare admirator al regelui Frederic cel Mare, retrage Rusia din coaliția franceză. Prusia a început să-i expulzeze pe austrieci din Saxonia și pe francezi din Hesse-Kassel. Prin Tratatele de pace de la Paris și Hubertusburg, Franța a fost forțată să renunțe la cele mai multe dintre coloniile sale americane. Pentru Austria, însă, rezultatul a fost status quo ante bellum.

## Politica internă

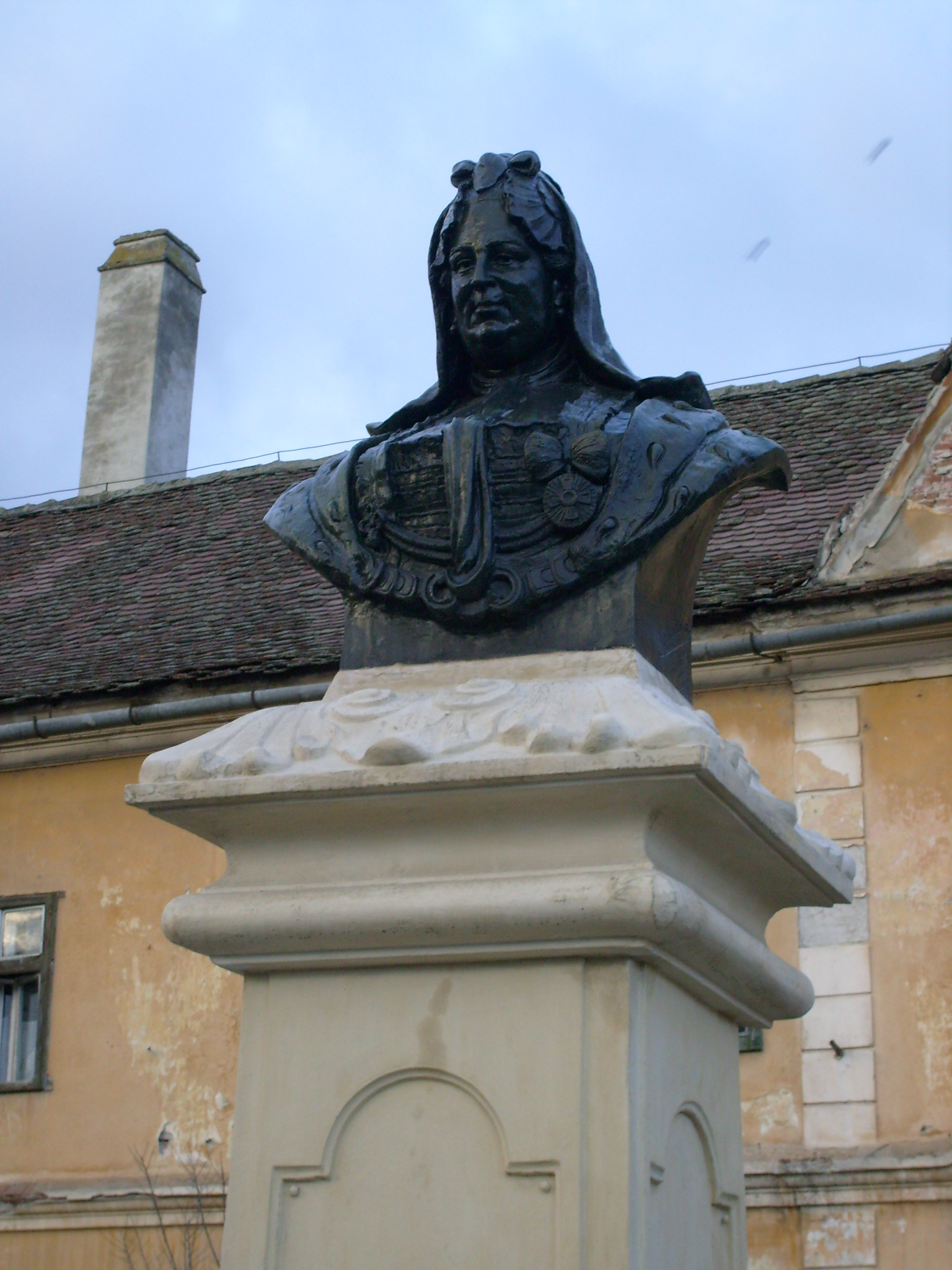
Monumentul din Sibiu al împărătesei Maria Terezia (situat în fața fostului orfelinat din cartierul Terezian)

Pe plan intern, Maria Terezia a inițiat un amplu program de reformă, cunoscut sub numele de "Reforma tereziană de stat". Una din calitățile Mariei Tereza, care-i lipsise în mod evident tatălui său, a fost iscusința cu care și-a ales miniștri abili pentru a o ajuta la ceea ce-și pusese în gând. Reforma sistemului de guvernământ realizată în primii ai ani de domnie se datorează în mare măsură contelui Friedrich Haugwitz.
Unul dintre obiectivele lui Haugwitz a fost copierea sistemului de guvernare centralizat a lui Frederic al II-lea al Prusiei. A existat o opoziție puternică împotriva acestei întăriri a controlului regal (Direktorium), în special din partea nobililor și dietei din Boemiei, care se bucurase de o mare independență de secole.
A promovat dezvoltarea industriei textile și a comerțului. A instituit o comisie însărcinată cu redactarea unui cod legislativ care urma să poarte numele Codex Theresianus. În 1768 a adoptat un nou cod penal (Constitutio Criminalis Theresiana), iar în 1776 a interzis tortura. A îmbunătățit situația țăranilor, în special cea a iobagilor, deschizând drumul spre desființarea iobăgiei, măsură adoptată în timpul domniei fiului ei, împăratul Iosif al II-lea (1780-1790). Maria Terezia a înlăturat scutirea de impozit a nobilimii și clerului, impunând totodată limitarea puterilor acestor categorii. În 1774 a promovat reforma școlară (Ratio educationis), punând bazele învățământului secularizat (de stat) pe tot cuprinsul monarhiei Habsburgice. A înlăturat astfel monopolul bisericesc în domeniul educației.
Sistemul de recrutare în armată a fost luat din mâinile dietelor și încredințat funcționarilor oficiali locali. S-a introdus recrutarea sistematică, s-au editat manuale noi de instrucție  și tactică militară și a fost dezvoltată o nouă artilerie. S-au înființat două academii militare, una pentru cadeți și alta pentru ingineri, în scopul de a îmbunătății calitatea ofițerilor. Totuși armata n-a devenit niciodată atât de eficientă ca cea a Prusiei.
În timpul domniei Mariei Terezia cultura a cunoscut un avânt deosebit, manifestându-se atât în domeniul arhitecturii, cât și în cel muzical (Wolfgang Amadeus Mozart).
Orașul Theresienstadt din nordul Boemiei (Cehia), întemeiat de Iosif al II-lea ca oraș-garnizoană, a fost denumit astfel în memoria mamei sale. De asemenea, cartierul Terezian din Sibiu poartă acest nume după numele Mariei Terezia. Comuna austriacă Theresienfeld a fost fondată în 1763 de către împărăteasa Maria Terezia, pentru dezvoltarea agriculturii din zonă.
Una dintre cele mai cunoscute monede de argint, din lume, talerul Maria Terezia, se bate și în zilele noastre, la Viena, cu efigia Mariei Terezia.

## Viața de familie

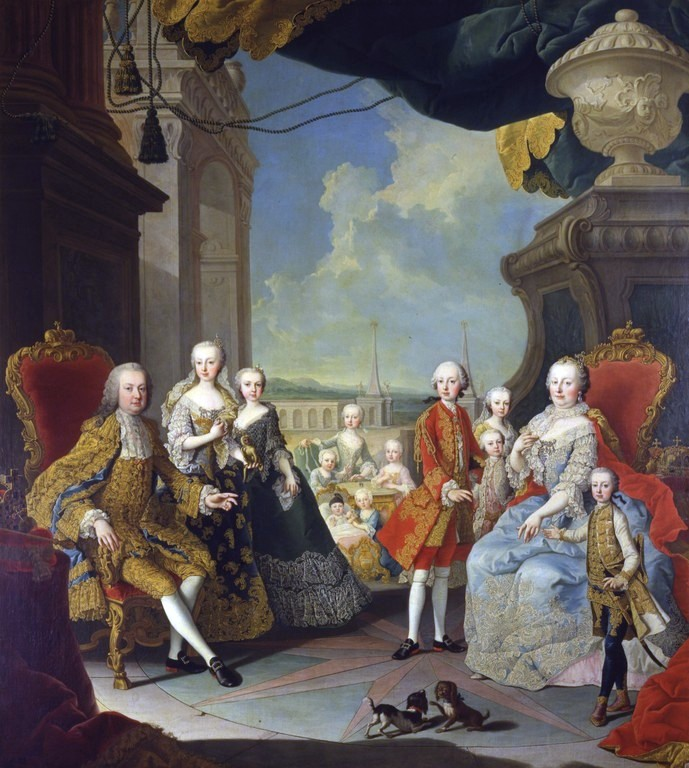
Maria Tereza cu familia, 1754, de Martin van Meytens.

Pe parcursul a douăzeci de ani, Maria Tereza a dat naștere la șaisprezece copii, dintre care treisprezece au supraviețuit copilăriei. Primul lor copil, Maria Elisabeta(1737–1740), s-a născut la mai puțin de un an după nuntă. Sexul copilului a generat dezamăgire, ca și nașterea următoarelor fiice: Maria Anna și Maria Carolina. În timp ce se lupta pentru moștenirea lor, Maria Tereza a născut un fiu pe care l-a numit după Sfântul Iosif, la care se rugase îndelungat în timpul sarcinii, pentru un moștenitor masculin. 
Copilul favorit al Mariei Tereza, Maria Christina, s-a născut când împărăteasa a împlinit 25 de ani, cu patru zile înainte de înfrângerea armatei austriece în Bătălia de la Chotusitz. Încă cinci copii s-au născut în timpul războiului: Maria Elisabeta, Carol Iosif, Maria Amalia, Leopold și Maria Carolina.
În această perioadă, nu a existat odihnă pentru Maria Tereza; războiul și perioadele fertile au fost efectuate simultan. Cinci copii s-au născut în timpul păcii dintre Războiul de Succesiune Austriacă și Războiul de Șapte Ani: Maria Ioana, Maria Josepha, Maria Carolina, Ferdinand și Maria Antoaneta. Ultimul ei copil, Maximilian Franz, s-a născut în timpul Războiul de Șapte Ani, când Maria Terezia avea 39 de ani. Maria Tereza a afirmat că, dacă nu ar fi fost aproape întotdeauna însărcinată, ar fi intrat în lupte ea însăși.
Mama Mariei Tereza, împărăteasa Elisabeta Cristina,  a murit în 1750. Patru ani mai târziu a murit guvernanta Mariei Terezia, Marie Karoline von Fuchs-Mollard. Împărăteasa și-a arătat recunoștința față de contesa Fuchs îngropînd-o în cripta imperială, alături de membrii familiei imperiale.
La scurt timp după ce a dat naștere copiilor mai mici, Maria Tereza s-a confruntat cu sarcina de a-i căsători pe cei mari. Ea a condus negocieri de căsătorie pe lângă campaniile de războaie și taxele de stat. Și-a tratate copii cu afecțiune dar i-a folosit în jocurile dinastice și a sacrificat fericirea lor în beneficiul statului.  O mamă devotată, dar conștientă de poziția ei, ea a purtat corespondență cu toți copiii ei cel puțin o dată pe săptămână și se presupune că a exercitat autoritatea asupra copiilor ei, indiferent de vârsta și rangul lor.

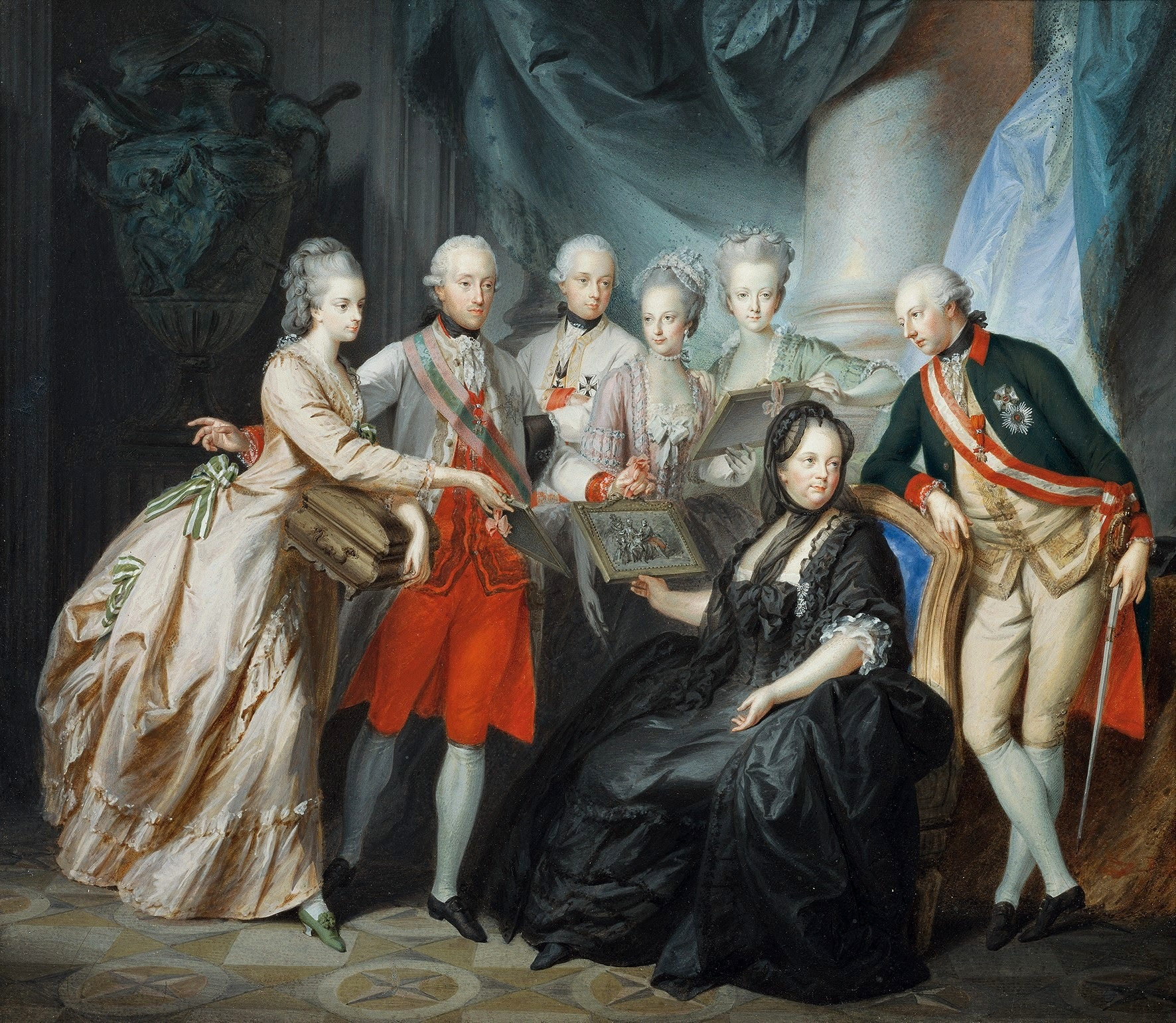
Împărăteasa văduvă împreună cu șase dintre copii ei, 1776, de Heinrich Füger.

După ce a împlinit 50 de ani, în mai 1767, Maria Tereza s-a îmbolnăvit de variolă de la nora ei, Maria Josepha de Bavaria. Ea a supraviețuit, însă nora sa nu. Maria Tereza și-a forțat fiica, Arhiducesa Maria Josepha, să se roage cu ea în cripta imperială alături de mormântul desigilat al împărătesei Maria Josepha. După două zile Arhiducesei i-au părut erupții de variolă și curând a murit. Maria Carolina a înlocuit-o ca mireasa pre-destinată a regelui Ferdinand al IV-lea al Napoli. Maria Tereza s-a blamat pentru moartea fiicei ei pentru restul vieții. La momentul respectiv, conceptul de o perioadă de incubație era în mare parte necunoscut; este nevoie de cel puțin o săptămână pentru a apărea erupții cutanate de variolă după ce o persoană este infectată. Având în vedere că erupția a apărut la două zile după ce Maria Josepha a vizitat cripta, Arhiducesa trebuie să fi fost infectată cu mult înainte.
În aprilie 1770, fiica cea mică a Mariei Tereza, Maria Antonia, s-a căsătorit la Viena, prin procură, cu Louis, Delfin al Franței. Educația Mariei Antonia a fost neglijată, și atunci când francezii s-au arătat interesați de ea, mama ei a educat-o cum a putut mai bine despre curtea de la Versailles și francezi. Maria Tereza a ținut o corespondență cu Maria Antonia, numită acum Maria Antoaneta, în care ea de multe ori i-a reproșat lenea și frivolitatea și a certat-o pentru incapacitatea ei de a concepe un copil.
Maria Tereza nu a fost critică doar cu Maria Antoaneta. Ei nu-i plăcea rezerva lui Leopold și de multe ori îl acuza de a fi rece. Ea a criticat-o pe Maria Carolina pentru activitățile sale politice, pe Ferdinand pentru lipsa lui de organizare, și pe Maria Amalia pentru trufia și slaba ei franceză. Singurul copil pe care nu l-a certat în mod constant a fost Maria Christina, care s-a bucurat de încrederea deplină a mamei sale, deși ea nu a reușit să-și mulțumească mama într-un aspect - nu a născut nici un copil care să fi supraviețuit.
Una dintre cele mai mari dorințe ale Mariei Tereza a fost de a avea cât mai multe nepoți posibil, dar ea a avut doar aproximativ 24 la data decesului ei, dintre care toate fetele cele mari au fost numite după ea, cu excepția Carolinei de Parma, nepoata ei de la Maria Amalia.

### Copii
Maria Tereza și Francis au avut 16 copii (11 fete și 5 băieți):
- Maria Elisabeta (5 februarie 1737 - 7 iulie 1740)
- Maria Ana (6 octombrie 1738 - 19 noiembrie 1789)
- Maria Carolina (12 ianuarie 1740 - 25 ianuarie 1741)
- Iosif al II-lea (13 martie 1741 - 20 februarie 1790), împărat romano-german
- Maria Cristina (13 mai 1742 - 24 iunie 1798), căsătorită cu ducele Albert de Sachsen-Teschen (1738-1822)
- Maria Elisabeta (13 august 1743 - 25 septembrie 1808), stareță în Innsbruck
- Carol Iosif (1 februarie 1745 - 18 ianuarie 1761)
- Maria Amalia (26 februarie 1746 - 18 iunie 1804), căsătorită cu ducele Ferdinand de Parma (1751-1802)
- Leopold al II-lea (5 mai 1747 - 1 martie 1792), împărat romano-german
- Carolina (17 septembrie 1748)
- Maria Ioana Gabriela (4 februarie 1750 - 23 decembrie 1762), logodită cu Ferdinand I, regele Siciliei (1751-1825)
- Maria Josepha (19 martie 1751 - 15 octombrie 1767), logodită cu Ferdinand I, regele Siciliei
- Maria Carolina (13 august 1752 - 7 septembrie 1814), căsătorită în 1768 cu Ferdinand I, regele Siciliei
- Ferdinand (1 iunie 1754 - 24 decembrie 1806), căsătorit cu Maria Beatrice d'Este, moștenitoarea ducatului Modena (1750 - 1829)
- Maria Antoaneta (Maria Antonia) (2 noiembrie 1755 - 16 octombrie 1793), căsătorită (1770) cu Ludovic al XVI-lea, rege al Franței (1754-1793)
- Maximilian Francisc (8 decembrie 1756 - 27 iulie 1801), arhiepiscop și principe elector de Köln